# Química biomimètica
La química biomimètica o química biònica és una branca de la ciència química situada en la frontera entre la química i la biologia, també és un mètode d'investigació científica que implica imitar les lleis de la naturalesa per crear nous compostos sintètics. La informació pot fluir en ambdues direccions. Serveix per ajudar a entendre com els sistemes biològics funcionen i també proporciona moltes de les eines que es necessiten per explorar i entendre la biologia en general. D'altra banda inspira nova química basada en els principis usats en la natura (el que seria específicament la química biomimètica, és a dir, etimològicament: la química que imita la vida.

## Exemple
Per exemple quan la humanitat va tractar de volar s'inspirà en els organismes voladors, ocells i insectes, i es va adonar que les ales eren la idea fonamental. Tanmateix quan els inventors tractaren de fer servir ales artificials varen descobrir que els detalls de les ales havien de ser modificats d'acord amb els principis de l'aerodinàmica. De la mateixa manera la biomimètica s'inspira en la química de la natura però modificant-la aplicant els coneixements científics.